# Safura
Safura (* 20. September 1992 in Baku; vollständiger Name Səfurə Əlizadə, auch Safura Alizade(h)) ist eine aserbaidschanische Sängerin. 2010 nahm sie für ihr Heimatland am 55. Eurovision Song Contest teil, wo sie mit dem Titel Drip Drop den fünften Platz belegte.

## Biografie
Safura wurde in eine Künstlerfamilie hineingeboren. Ihr Vater ist Maler, ihre Mutter Pianistin und Modedesignerin, die ihrer Tochter früh dabei half, eigene Kostüme zu entwerfen. Im Alter von etwa drei Jahren begann Safura mit dem Gesang. Drei Jahre später absolvierte sie ihren ersten öffentlichen Auftritt. Neben einer Tanzschule und dem Gymnasium besuchte sie die Musikschule, wo sie im Violinspiel unterrichtet wurde. Später brachte sie sich selbst das Saxophonspiel bei. Überdies spielt sie Klavier.
Safura begann bald, eine Karriere als Sängerin anzustreben. Sie war Mitglied in verschiedenen Kinderensembles und nahm an Gesangswettbewerben teil. Bekanntheit erlangte sie in ihrer Heimat durch die Teilnahme an der Castingshow Yeni Ulduz – im Jahr 2008 gewann Safura die aserbaidschanische Version von Pop Idol.
Anfang Februar 2010 nahm sie am aserbaidschanischen Vorentscheid zum Eurovision Song Contest (ESC) teil. Gemeinsam mit Maryam Shabanova und dem Duo Milk & Kisses gelangte sie in das Finale des vom nationalen Fernsehsender İTV ausgetragenen Wettbewerbs. Diesen konnte sie Anfang März 2010 für sich entscheiden. Der englischsprachige Popsong Drip Drop, komponiert und geschrieben vom Schweden Anders Bagge, Stefan Örn und Sandra Bjurman, wurde jedoch erst zwei Wochen später als offizieller aserbaidschanischer Wettbewerbsbeitrag präsentiert. Bagge hatte in der Vergangenheit unter anderem mit Madonna und Céline Dion zusammengearbeitet.
Nach dem Sieg beim aserbaidschanischen ESC-Vorentscheid bereitete sich Safura in der Ukraine auf die Albumaufnahmen in Schweden vor. In der ukrainischen Hauptstadt Kiew fanden auch die Dreharbeiten für das Musikvideo statt. Unterstützung erhielt Safura dabei unter anderem von Jaquel Knight. Der Choreograph, der in der Vergangenheit für Sängerinnen wie Beyoncé Knowles oder Britney Spears arbeitete, war auch für ihre Bühnenauftritte beim Eurovision Song Contest zuständig. Sie trug bei ihrem Auftritt eine italienische Kleiderkreation mit eingebauten LED-Lichtern.
Anfang Mai begann Safura eine Promotion-Tour in Deutschland, die sie vor ihrem Auftritt in Oslo auch in die Niederlande, Schweiz, nach Belgien, Polen und Russland führen sollte. Von internationalen Buchmachern wurde die aserbaidschanische Sängerin als Favoritin auf den Sieg gehandelt. Mit Drip Drop war die 17-jährige Sängerin beim 55. Eurovision Song Contest am 27. Mai 2010 in Oslo im zweiten Halbfinale vertreten und erreichte das zwei Tage später stattfindende Finale. Dort belegte sie beim Sieg der deutschen Sängerin Lena Meyer-Landrut einen fünften Platz. Einen Tag nach dem Finale gab Safura bekannt, einen Fünf-Jahres-Vertrag mit einer internationalen Gruppe von schwedischen und ukrainischen Produzenten unterschrieben zu haben. Am 17. Juni 2010 ist in Deutschland ihr Debütalbum It’s My War erschienen.
Im Rahmen der Vorbereitungen auf ihren ESC-Auftritt entstand eine „Balkan-Version“ von Drip Drop, für die sich der dreifache ESC-Teilnehmer Željko Joksimović verantwortlich zeigte. 2011 verlas sie die aserbaidschanische Punktevergabe für den Eurovision Song Contest 2011 in Düsseldorf, ein Jahr später die Punkte für den Eurovision Song Contest 2012 im heimischen Baku.
Im Juli 2013 heiratete sie Fərhad Əliyev, den Sohn des ehemaligen aserbaidschanischen Industrie- und Energieministers Natiq Əliyev. Safura und ihr Mann haben drei Kinder: zwei Söhne (* 2014 und 2019) und eine Tochter (* 2017).

## Diskografie

### Alben
- 2010: It’s My War
- 2021: Möcüze

### Singles
- 2010: Drip Drop
- 2010: March On
- 2011: Paradise
- 2011: Alive
- 2014: Tonight
- 2016: Baku
- 2020: High On Your Love
- 2021: L.O.V.E
- 2021: Sarı Gəlin
- 2022: Söz Ver
- 2022: Haray
- 2022: Anyone but Me
- 2022: Paradise
- 2023: Xatirə
- 2024: Yalanlar